# 倪瓒墓
31°38′06″N 120°22′02″E / 31.63504°N 120.36718°E
倪瓒墓，位于中华人民共和国江苏省无锡市锡山区东北塘芙蓉山南麓，是著名画家倪瓒的墓葬、江苏省文物保护单位。

## 特点
倪瓒晚年弃家隐迹江湖，死于江阴习里，后由其孙迁葬于芙蓉山祖坟。原墓地有三亩多，遵循元朝明朝特点，为青石罗城。墓门上横坊嵌砖刻“元高士倪瓒墓”六字，为二十一世孙倪小迂所书。

## 保护
文化大革命期间，墓穴遭到破坏。1984年，无锡县人民政府出资重建。2008年，当地镇政府（现为东北塘街道）又进行修缮，增加墓道。1995年由江苏省人民政府公布为江苏省文物保护单位，并对外开放。

## 图库

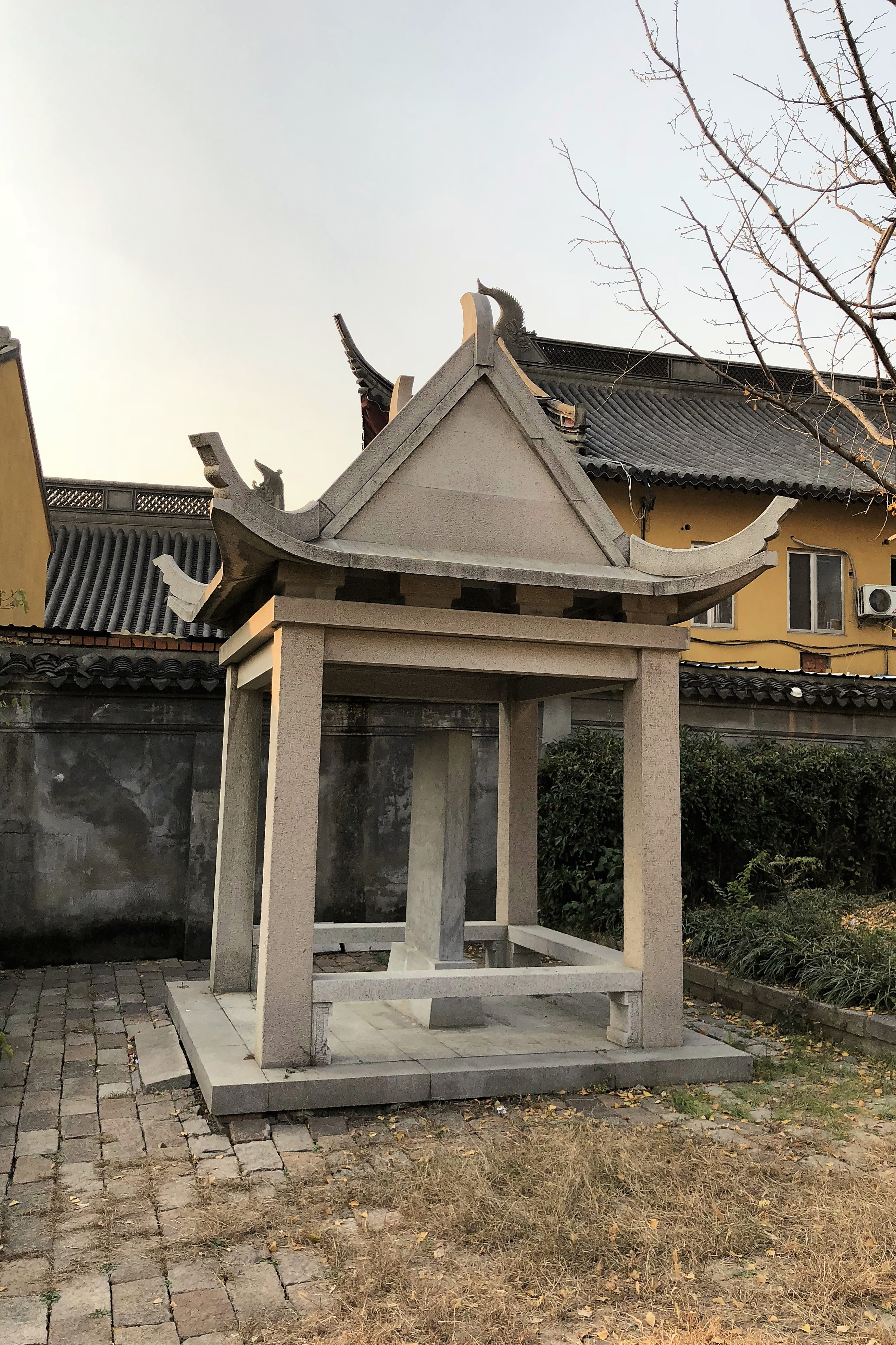
倪瓒墓亭
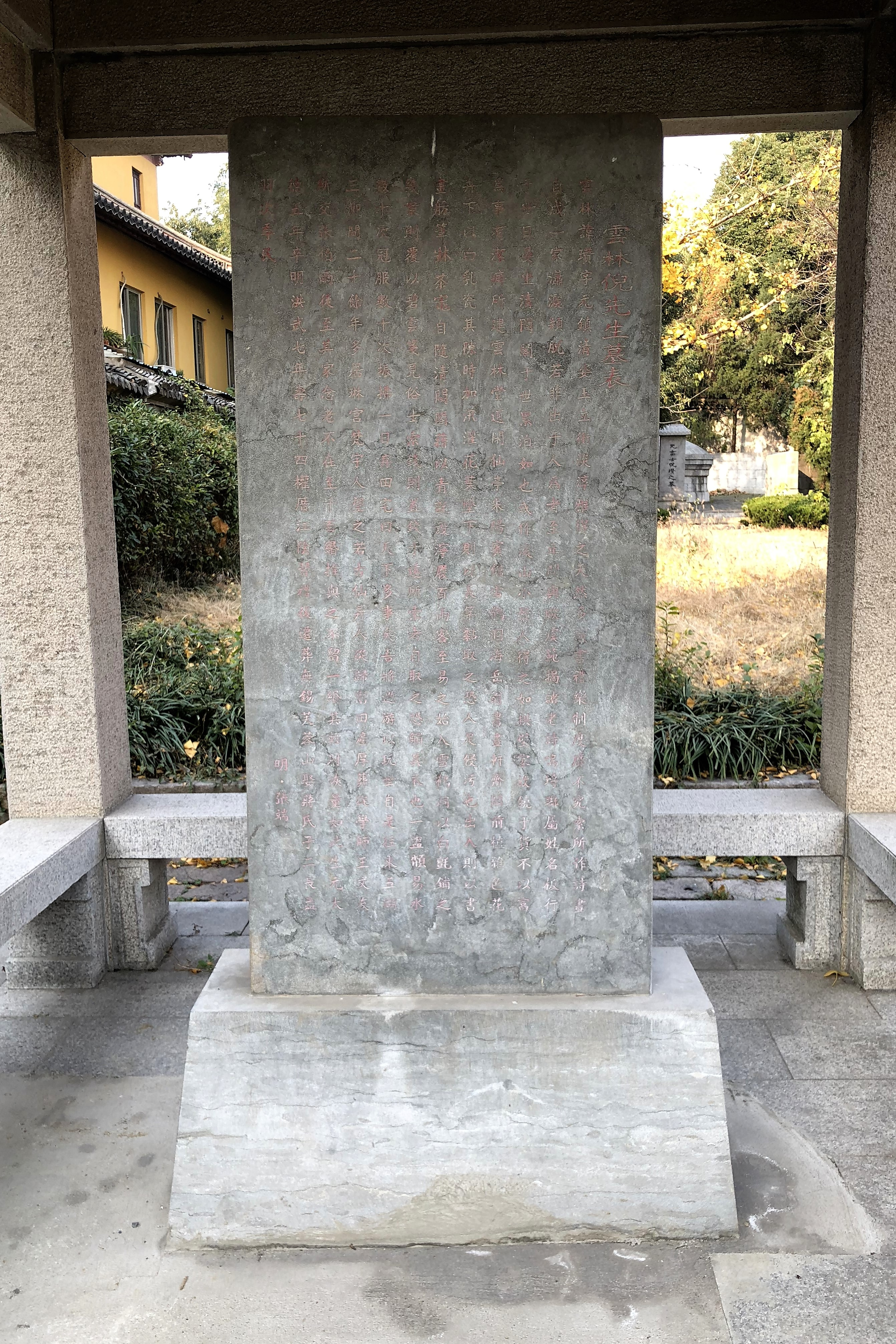
倪瓒墓碑
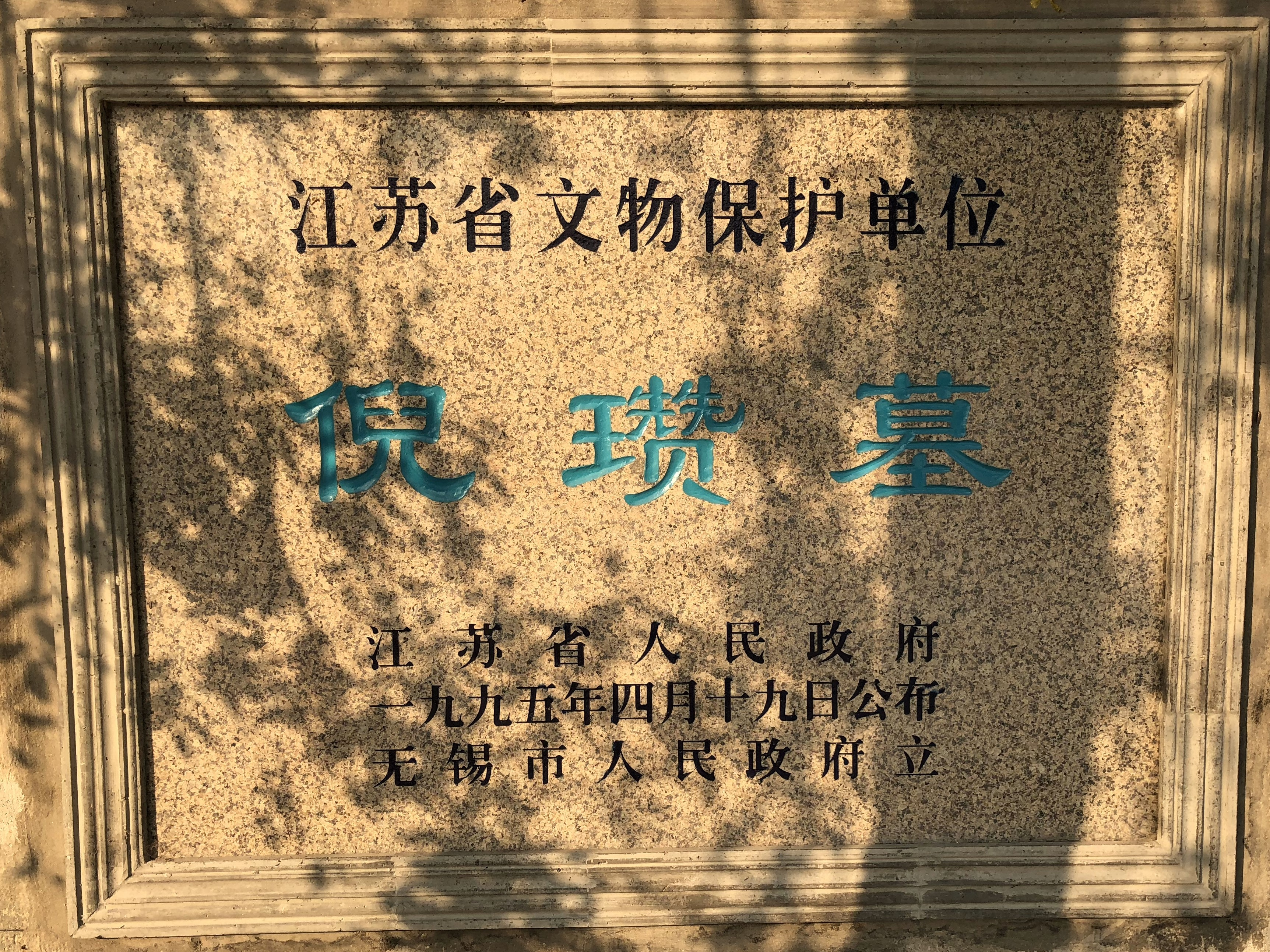
倪瓒墓文保石
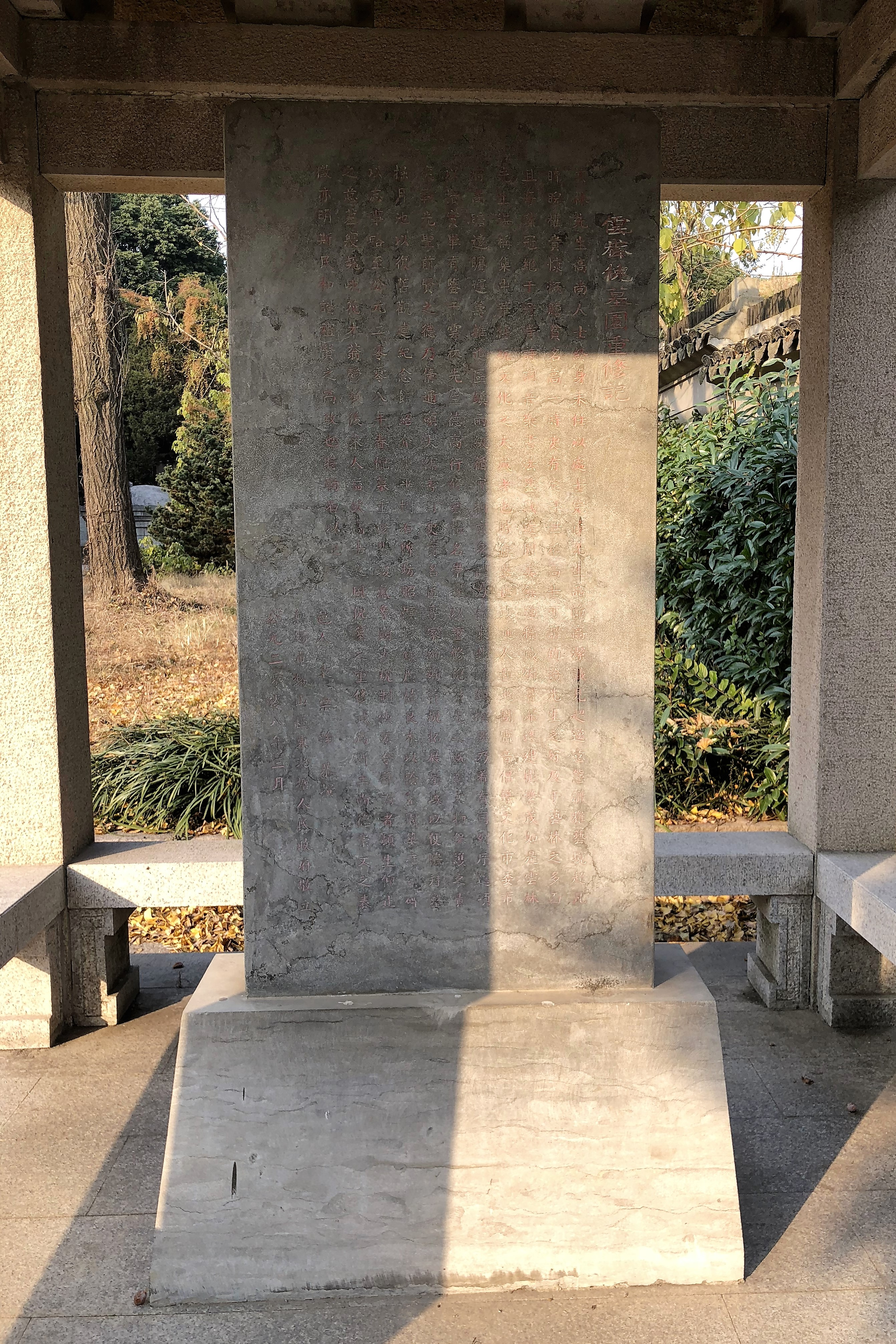
倪瓒墓碑
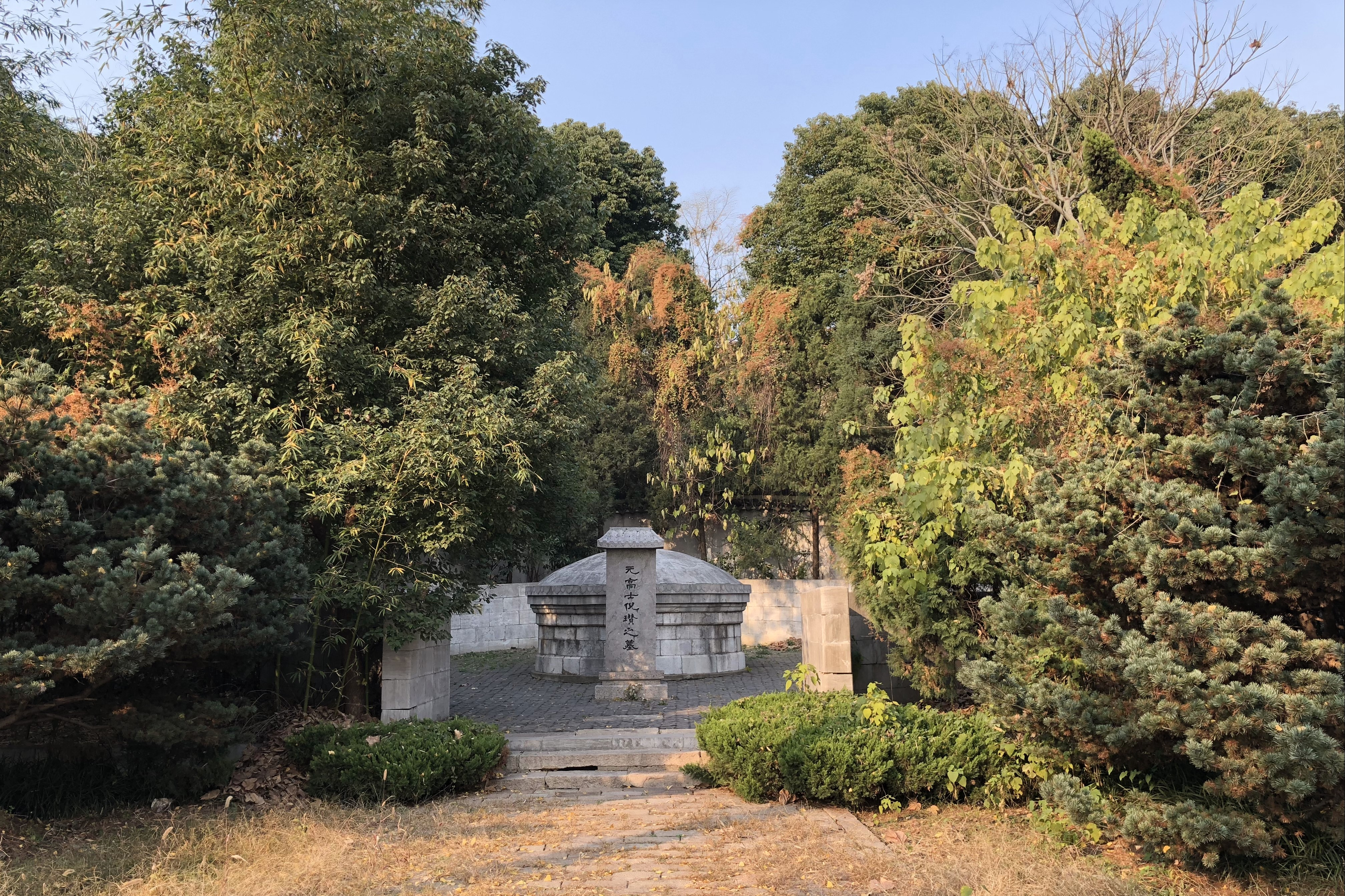
倪瓒墓
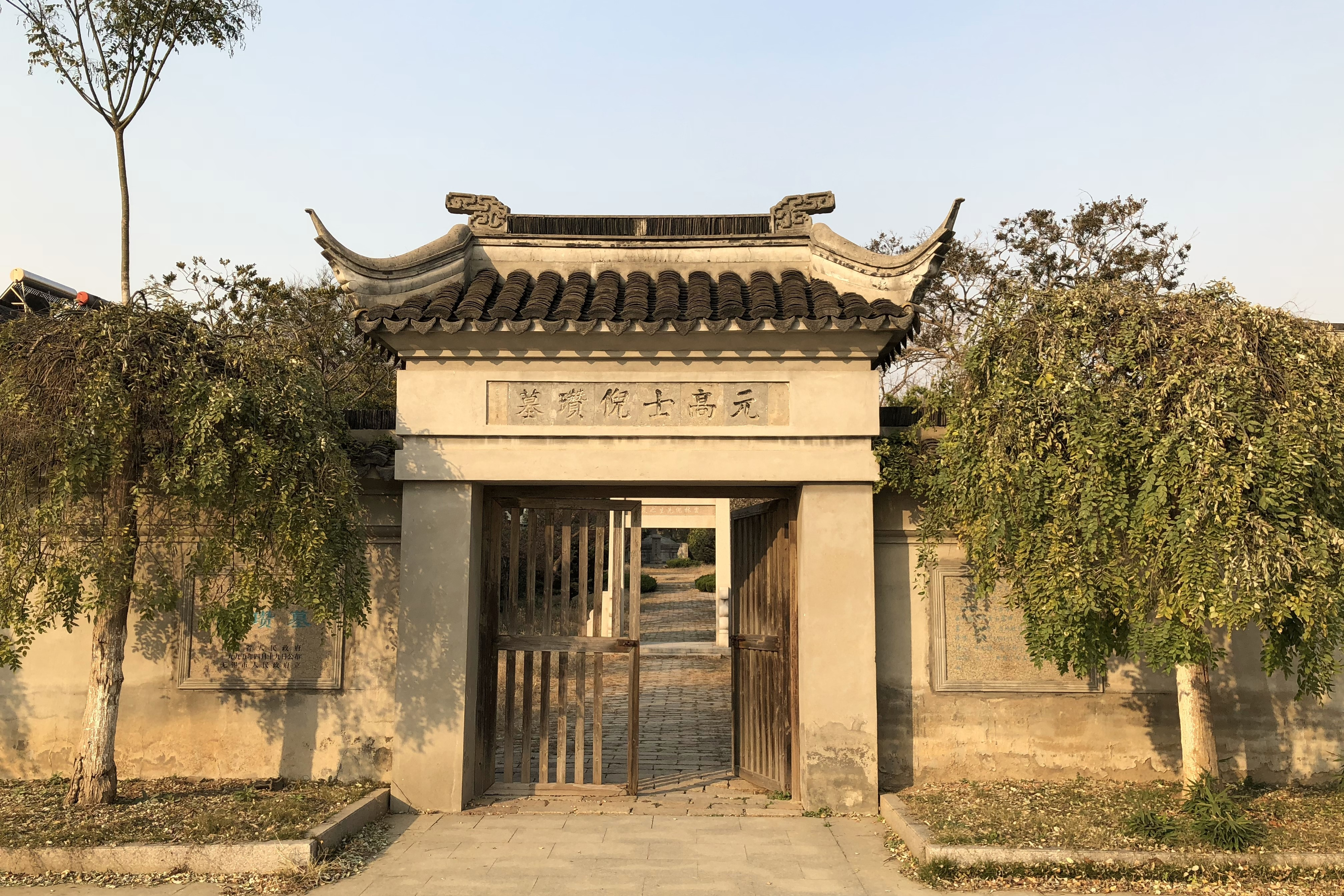
倪瓒墓入口
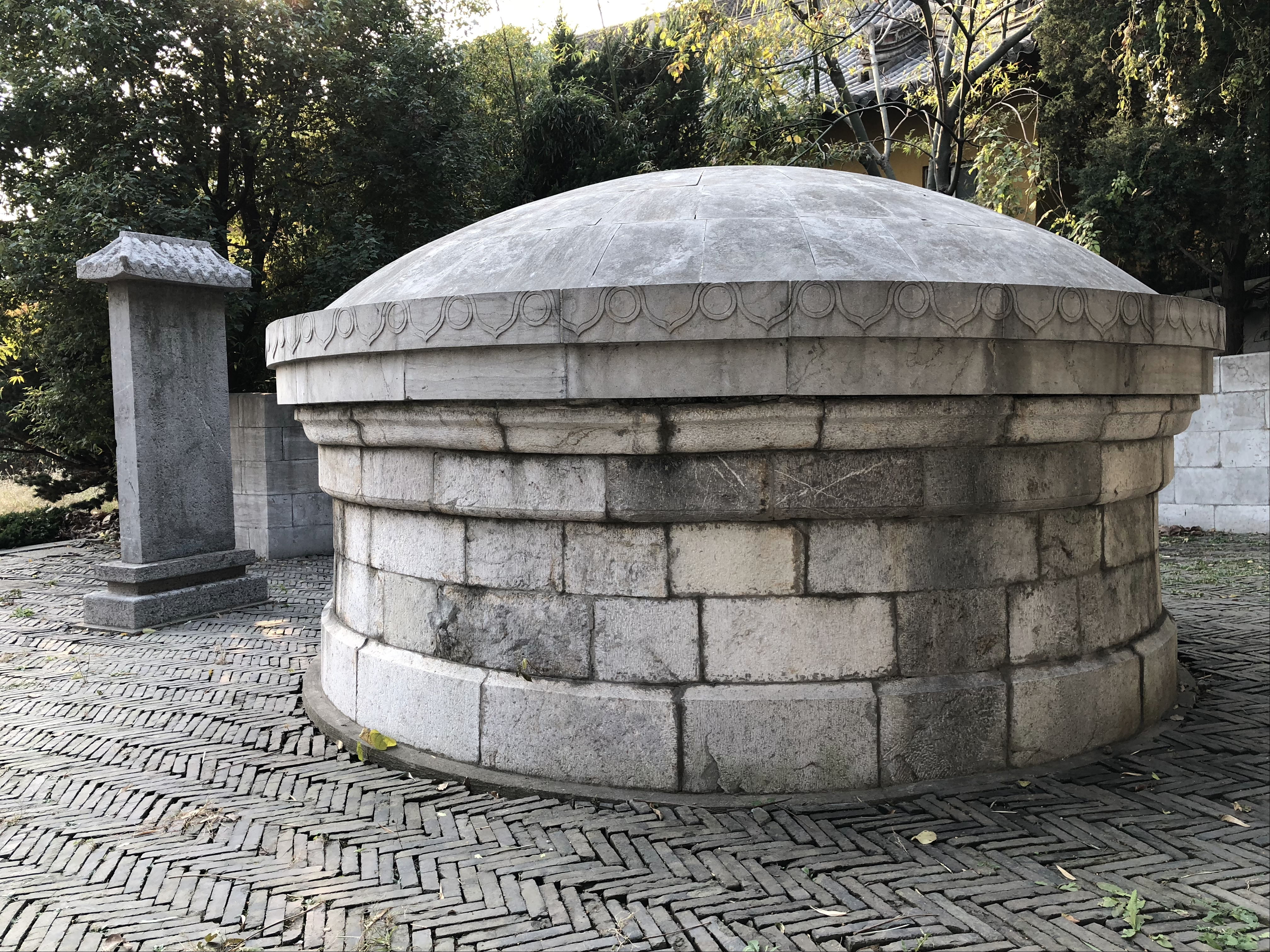
倪瓒墓
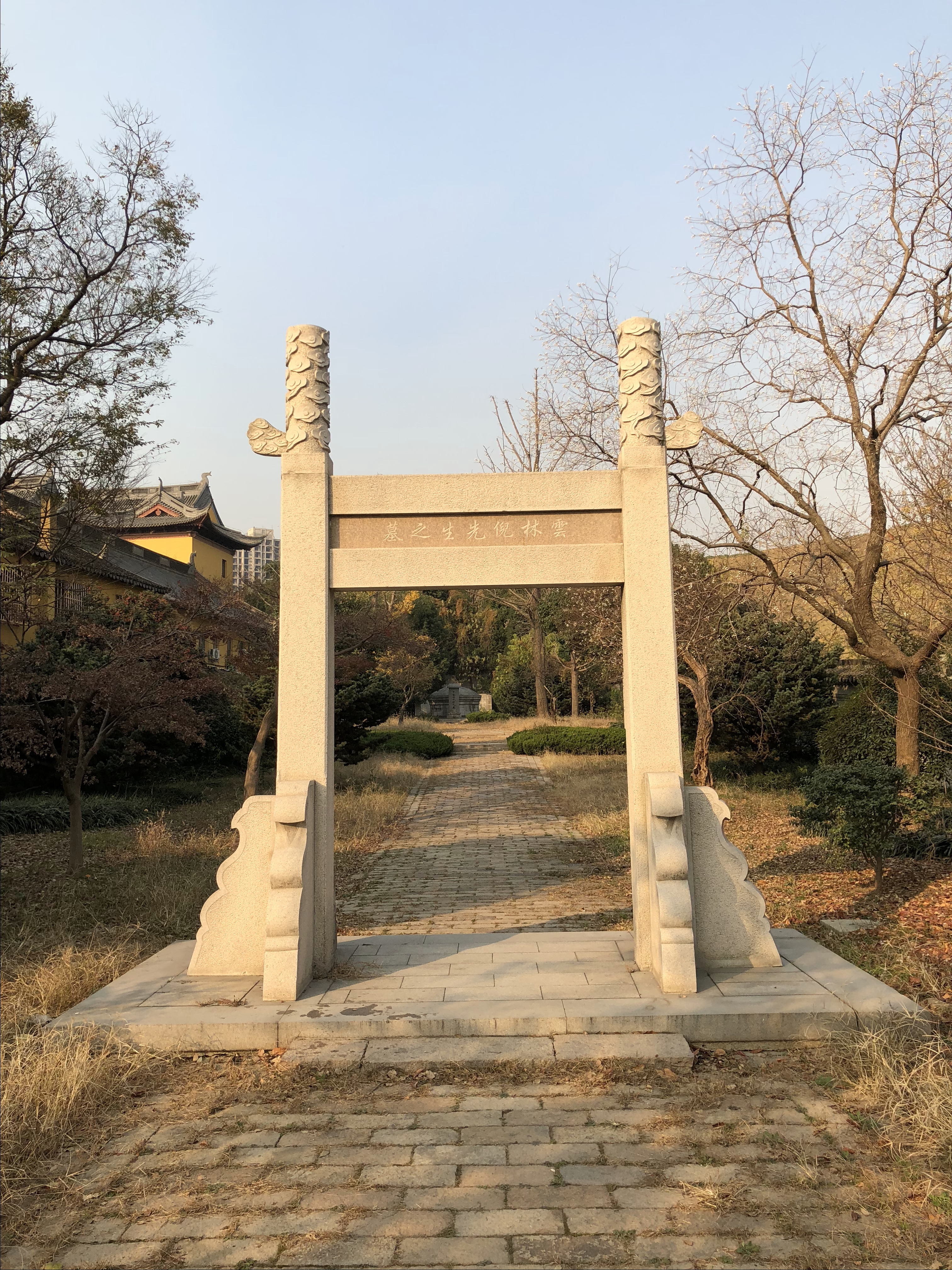
倪瓒墓牌
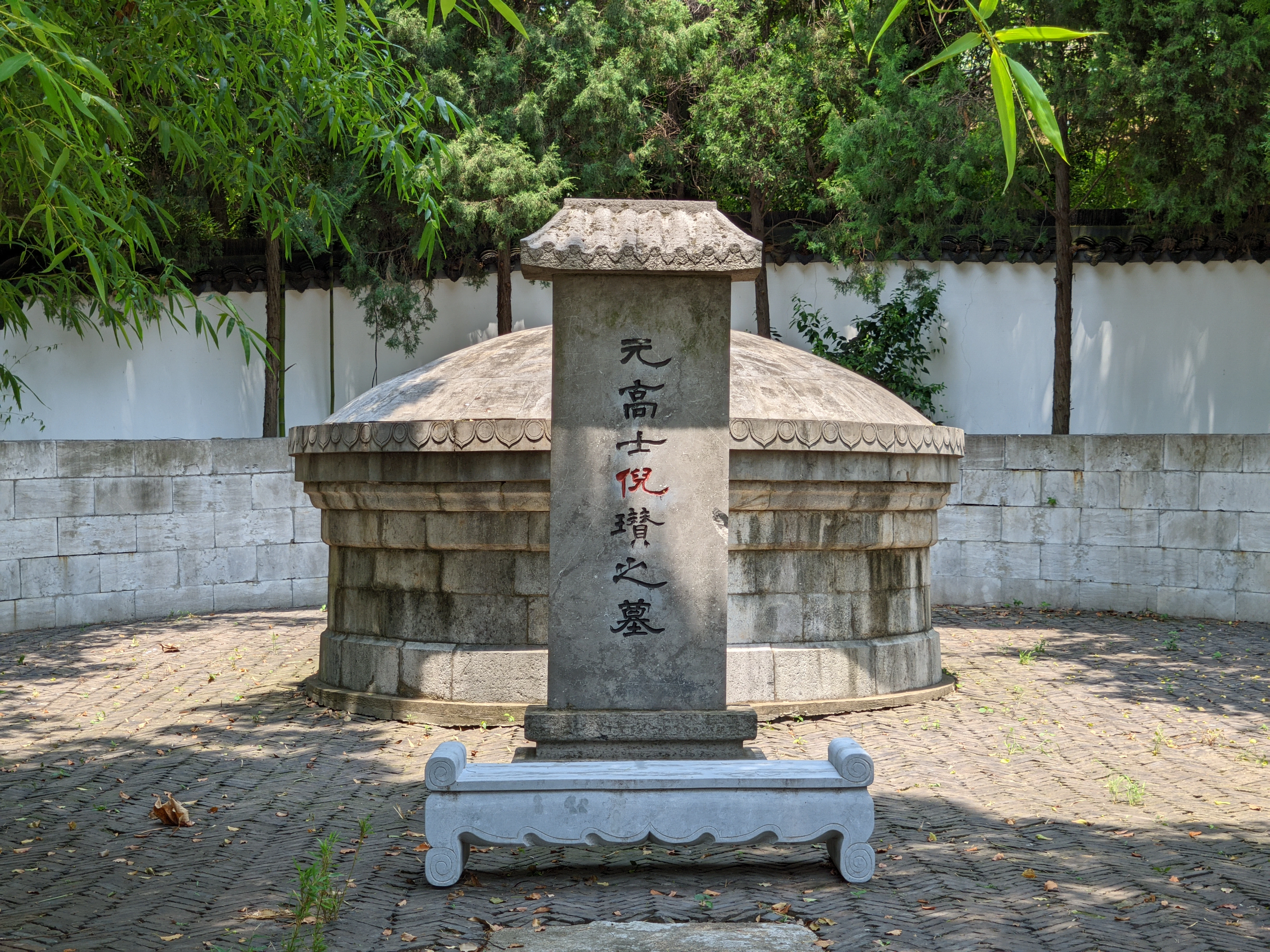
倪瓒墓正面
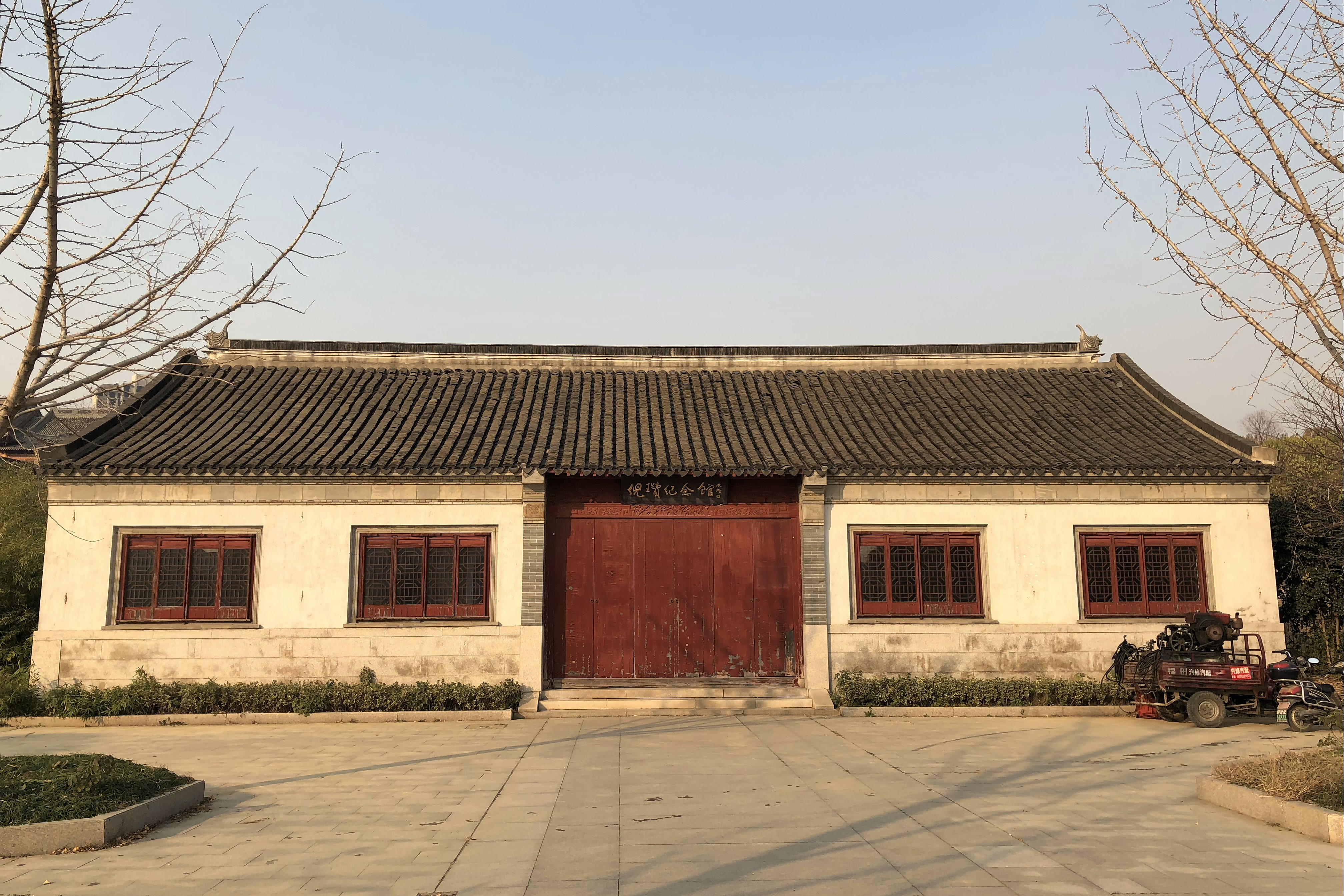
倪瓒纪念馆
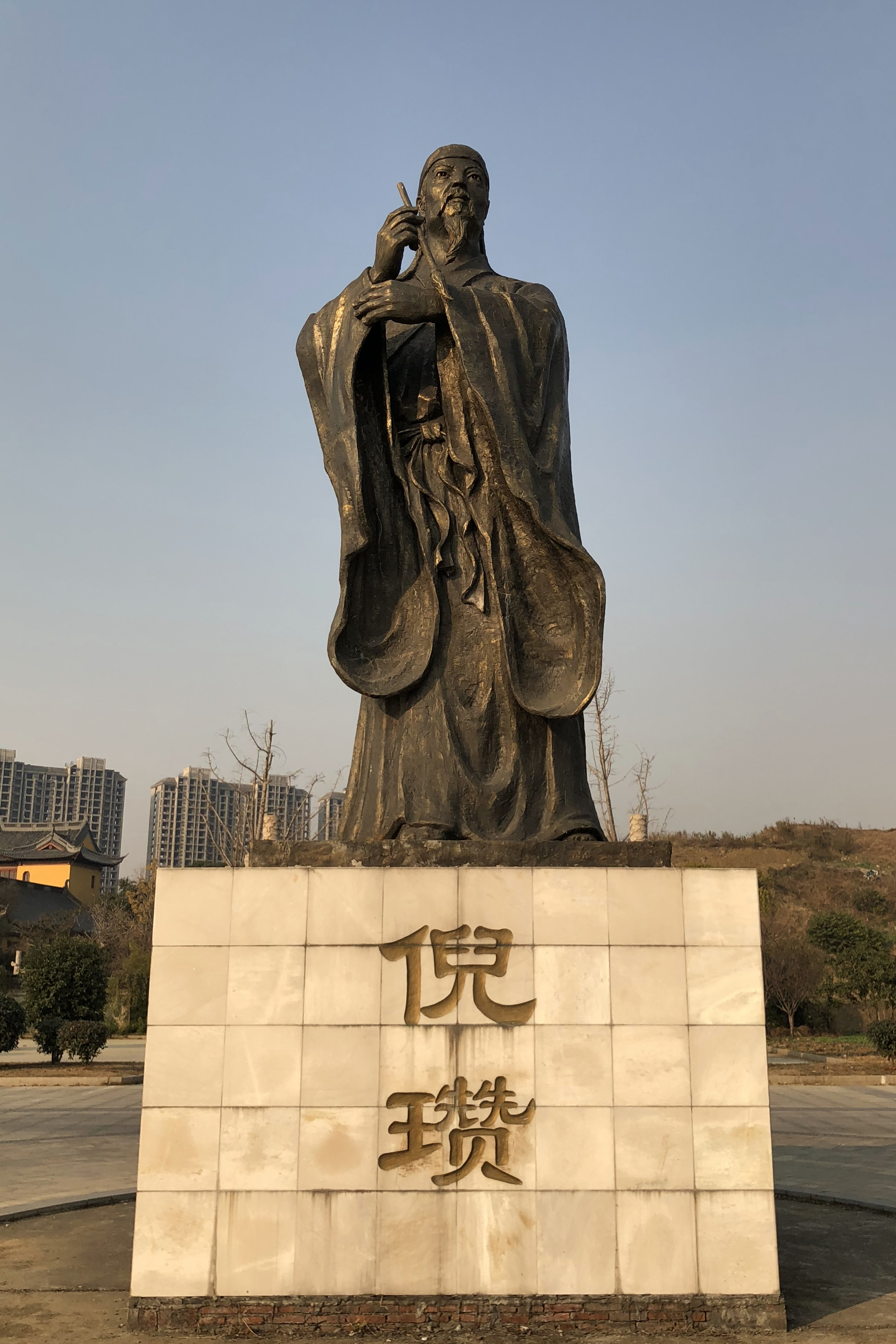
倪瓒雕塑